# Q Lazzarus
Q Lazzarus é uma cantora, mais conhecida por sua única canção de sucesso, "Goodbye Horses", a qual foi retratada em filmes como Married to the Mob, The Silence of the Lambs, Clerks II Daybreak (série de televisão). Também cantou "Heaven" para Philadelphia, um filme de Jonathan Demme.

## História
Líder da banda que leva seu próprio nome, Q Lazzarus tem uma voz rouca e grave. Antes de ser descoberta como cantora, ela trabalhava como taxista na cidade de Nova York. A banda eletro-pop, criada em 1988, dissolveu-se em algum momento em 1996.
Com a exceção de Q, do guitarrista britânico Mark Barrett e do compositor William Garvey, nada sabe-se sobre os outros membros da banda.
Nasceu em Nova Jérsia, se casou jovem, e após isso fugiu do casamento, visto que nele sofria violência doméstica. Isso a inspirou a escrever, posteriormente, sua canção "Tears Of Fear". Seu provável nome completo é Quiana Diana Lazzarus. Após fugir do casamento, ela foi para Nova York e virou babá para um inglês chamado Swan, que não encorajava sua vida musical, tentando fazer ela se focar no trabalho. Q decidiu virar taxista e continuar fazendo música independentemente com a sua banda The Resurrection. Ela foi descoberta como cantora enquanto trabalhava como taxista em Nova York. O famoso diretor Jonathan Demme, depois de andar no táxi dela, a encorajou a ir para Hollywood tentar a sorte. Mesmo assim, as gravadoras a recusavam. Elas diziam: "Q, não queremos te contratar pois não ocorrerá marketing". Q respondia: "Faço marketing. Sou uma mulher afro-americana que canta o Rock n' Roll americano". A banda Q Lazzarus and the Resurrection se desfez em algum ponto antes de 1996. A banda original de Q Lazzarus se chamava Q Lazzarus and the Resurrection. Entre os membros havia: Mark Barrett, o compositor William Garvey, GG (Glorianna Galicia), Janice Bernstein, enquanto nas vozes de fundo cantavam GG, Denise, Liz e Yvette W. Howie Feldman e Ron Resigno. Q Lazzarus and the Resurrection apareceram em festas chiques na galeria Soho e também tocaram no Boy Bar em Saint Mark's Place e o Pyramid Club. Até 2018, o paradeiro de Q Lazzarus era desconhecido. Após o fim da banda, a cantora desapareceu completamente da mídia e nunca mais foi vista em público, levantando especulações de que ela poderia estar morta; porém, uma fã conseguiu entrar em contato com a cantora, que afirmou estar trabalhando como motorista de ônibus em Staten Island sob o nome Diane Luckey.
1. ↑  Helman, Peter (11 de agosto de 2018). «Mysterious "Goodbye Horses" Singer Q Lazzarus Breaks Her Silence 30 Years Later». Stereogum. Consultado em 24 de março de 2022